# 田村善弘
田村 善弘（たむら よしひろ）は、日本の経済学者、長崎県立大学地域創造学部准教授。

## 略歴
- 2002年 - 長崎県立大学経済学部卒業
- 2004年 - 長崎県立大学大学院経済学研究科修士課程修了
- 2005年 - 韓国・国立江原大学校農業生命科学大学交換留学（2006年2月まで）
- 2007年 - 九州大学大学院生物資源環境科学府　博士課程
- 2007年 - 韓国政府機関（農村振興庁）ポストドクター研究員
- 2008年 - 佐賀大学海浜台地生物環境研究センター 講師（研究機関研究員）
- 2011年 - 名古屋経済大学准教授

## 所属学会
- 日本消費者教育学会
- 韓国消費者学会
- 日本流通学会
- 韓国流通学会
- 食農資源経済学会
- 韓国農業経済学会